# Acalypha radians
Acalypha radians là một loài thực vật có hoa trong họ Đại kích. Loài này được Torr. mô tả khoa học đầu tiên năm 1858.